# Longare
Longare é uma comuna italiana da região do Vêneto, província de Vicenza, com cerca de 5.339 habitantes. Estende-se por uma área de 22 km², tendo uma densidade populacional de 243 hab/km². Faz fronteira com Arcugnano, Castegnero, Grumolo delle Abbadesse, Montegalda, Montegaldella, Torri di Quartesolo, Vicenza.

## Demografia
| Variação demográfica do município entre 1861 e 2011                               |
|                                                                                   |
| Fonte: Istituto Nazionale di Statistica (ISTAT) - Elaboração gráfica da Wikipedia |